# Totally Games
Totally Games — компания-разработчик компьютерных игр. Компания образована в 1980-х годах, зарегистрирована в качестве корпорации в 1994 году Лоуренсом Холландом. Штаб-квартира находится в городе Новато, округ Марин, Калифорния. 
Издателем едва ли не всех разработок Totally Games является LucasArts. 

## Разработанные игры
- 1988 — Battlehawks 1942
- 1989 — Their Finest Hour: Battle of Britain
- 1991 — Secret Weapons of the Luftwaffe
- 1993 — Star Wars: X-Wing
- 1994 — Star Wars: TIE Fighter
- 1997 — Star Wars: X-Wing vs. TIE Fighter
- 1998 — Star Wars: X-Wing Collector's Series
- 1999 — Star Wars: X-Wing Alliance
- 2000 — Star Wars: X-Wing Trilogy
- 2002 — Star Trek: Bridge Commander
- 2003 — Secret Weapons Over Normandy
- 2007 — Alien Syndrome